# Хадсон, Чарльз
Чарльз Ха́дсон (англ. Charles Hudson; 4 октября 1828 года, Англия, Линкольншир — 14 июля 1865 года, Швейцария, Маттерхорн) — английский капеллан во время Крымской войны, викарий и альпинист. В составе группы под руководством английского альпиниста Эдуарда Уимпера участвовал в первом удачном восхождении на вершину Маттерхорн в Швейцарии. Погиб при спуске с вершины вместе с частью группы.

## Карьера альпиниста
Чарльз Хадсон получил известность как альпинист в начале второй половины XIX века, особенно как пионер зимних и соло-восхождений. В 1855 году ему впервые удалось совершить одиночное восхождение на Монблан. 
1 августа 1855 года Хадсон, Дж. Бирбек, У. Лауенер, К. Смит, Дж. Г. Смит, И. Цумтаугвальд и М. Цумтаугвальд совершили первое восхождение на третью по высоте вершину Альп Пик Дюфур, а через неделю, 8 августа, в составе группы (Э. Ш. Кеннеди, Э. Дж. Стивенсон, К. и Дж. Гренвиль Смиты, Ч. Эйнсли и Г. К. Джоуд) Хадсону удалось совершить первое удачное восхождение на неприступную ранее вершину Монблан-дю-Такюль. Хадсону также принадлежит первое удачное одиночное восхождение на вершину Брайтхорн в 1855 году.
В 1858 году Хадсону удалось совершить первое полное прохождение перевала Мёнхйох (нем. Mönchjoch). В 1859 году с Э. Ш. Кеннеди и группой проводников Хадсон совершил первое восхождение на Монблан по маршруту Гуте (фр. Goûter), а в 1865 году, совместно с Э. Ш. Кеннеди и М. Кро, ему удалось совершить второе восхождение на Эгюий-Верт (первое по гребню Мойн (фр. Moine ridge)).
13 июня 1865 года Чарльз Хадсон присоединился к группе Эдуарда Уимпера и Фрэнсиса Дугласа (в которую также входили Дуглас Роберт Хэдоу, Мишель Кро, Петер Таугвальдер-старший (отец) и Петер Таугвальдер-младший (сын)) для восхождения на Маттерхорн. 14 июня, на следующий день после восхождения, группа удачно достигла вершины Маттерхорна. Однако при спуске, Хэдоу, который шёл вторым в связке после Кро, не удержался на склоне, и упал. Хадсон и Дуглас также не смогли удержаться, и упали вслед за ними. Верёвка, соединяющая Петера Таугвальдера-старшего и Дугласа, оборвалась, и все четверо альпинистов упали в пропасть. Поисковая экспедиция, организованная 16 июля, нашла тела Кро, Хадсона и Хэдоу на леднике Маттерхорн, а тело Дугласа так и не было найдено. 19 июля тела были перенесены в Церматт. Чарльз Хадсон был похоронен на местном кладбище альпинистов под церковным алтарём.